# Лаутман, Рюдигер
Рюдигер Лаутман (нем. Rüdiger Lautmann, род. 22 декабря 1935 года в Кобленце) — немецкий исследователь, профессор социологии Университета Бремена, с 1971 года посвятивший себя исследованию человеческой сексуальности и, в частности, гомосексуальности, а также изучению истории преследования гомосексуалов в нацистской Германии. Немецкая государственная радиостанция Deutschlandfunk называет Лаутмана «нестором» социологических исследований гомосексуальности.

## Биография
Лаутман родился в 1935 году в Кобленце, вырос в Рейнланде. С 1955 по 1964 год изучал юриспруденцию в Мюнхене и Вюрцбурге, получив титул доктора права (Doctor iuris utriusque). После этого с 1964 по 1968 год изучал социологию, философию и социальную психологию в Мюнхене, получив титул доктора философии (Dr. phil.).
В 1968-69 годы работал в исследовательских проектах Мюнстерского университета в Дортмунде, в 1970-71 годы — в Университете Билефельда. С 1971 года является профессором общей социологии и социологии права в Университете Бремена.

## Публикации
- Rüdiger Lautmann, Werner Maihofer und Helmut Schelsky (Hgg.): Die Funktion des Rechts in der modernen Gesellschaft. Jahrbuch für Rechtssoziologie und Rechtstheorie, Bd. 1, Bertelsmann, Bielefeld 1970.
- Rüdiger Lautmann, Johannes Feest (Hgg.): Die Polizei. Soziologische Studien und Forschungsberichte, Opladen 1971.
- Rüdiger Lautmann: Justiz — die stille Gewalt. Teilnehmende Beobachtung und entscheidungssoziologische Analyse, Erstausgabe 1972; Wiesbaden 2011.
- Rüdiger Lautmann, Werner Fuchs u.a. (Hgg.): Lexikon zur Soziologie, Erstausgabe 1973, 5. Aufl., VS Verlag, Wiesbaden 2011.
- Rüdiger Lautmann: Sozialwissenschaftliche Studien zur Homosexualität, 8 Bde., Verlag rosa Winkel, Berlin 1980 bis 1997.
- Rüdiger Lautmann: Der Zwang zur Tugend. Die gesellschaftliche Kontrolle der Sexualitäten, Suhrkamp. Frankfurt am Main 1984.
- Rüdiger Lautmann, Michael Schetsche: Das pornographierte Begehren, Frankfurt am Main/New York 1990.
- Rüdiger Lautmann (Hg.): Homosexualität. Handbuch der Theorie- und Forschungsgeschichte, Campus, Frankfurt am Main 1993.
- Rüdiger Lautmann: Die Lust am Kind. Portrait des Pädophilen, Ingrid Klein Verlag, Hamburg 1994. ISBN 3-89521-015-3
- Rüdiger Lautmann, Burkhard Jellonnek (Hgg.): Nationalsozialistischer Terror gegen Homosexuelle. Verdrängt und ungesühnt, Schöningh, Paderborn 2002, ISBN 3-506-74204-3
- Rüdiger Lautmann, Günter Grau: Lexikon zur Homosexuellenverfolgung 1933—1945. Institutionen — Kompetenzen — Betätigungsfelde, Lit, Berlin 2011, ISBN 3-8258-9785-0